# كاسيان (ويسكونسن)
كاسيان (بالإنجليزية: Cassian, Wisconsin)‏ هي بلدة تقع بولاية ويسكونسن في الولايات المتحدة. تبلغ مساحتها 177 (كم²)، وترتفع عن سطح البحر 475 م، بلغ عدد سكانها 962 نسمة في عام 2000 حسب إحصاء مكتب تعداد الولايات المتحدة وتصل الكثافة السكانية فيها 5.7 نسمة/كم2.

## وصلات خارجية
- http://www.townofcassian.org
- The US50 - Cities and Towns in Wisconsin State
- Wisconsin Cities and Towns, Facts, Map, Flag, Colleges, Government, and More